# Bezas
Bezas è un comune spagnolo di 65 abitanti situato nella comunità autonoma dell'Aragona.